# The Ol' Razzle Dazzle
The Ol' Razzle Dazzle è il terzo album in studio della cantautrice australiana Missy Higgins, pubblicato nel 2012.

## Tracce
Tutte le tracce sono di Missy Higgins, tranne dove indicato.
1. Set Me on Fire (Missy Higgins, Butterfly Boucher, Dan Wilson) – 3:35
2. Hello Hello (Higgins, Kevin Griffin) – 3:00
3. Unashamed Desire (Higgins, Boucher) – 3:31
4. Everyone's Waiting (Higgins, Wilson) – 3:52
5. All in My Head (Higgins, Boucher) – 3:44
6. Temporary Love – 3:40
7. Watering Hole (Higgins, Amiel Courtin-Dan Wilson) – 2:42
8. Tricks (Higgins, Katie Herzig) – 3:07
9. If I'm Honest – 3:32
10. Cooling of the Embers – 3:59
11. Hidden Ones – 4:22
12. Sweet Arms of a Tune – 3:40